# Лукиянов, Игорь Юрьевич
Игорь Юрьевич Лукиянов (род. 12 декабря 1963, Свердловск) — советский и россиский хоккеист, нападающий. Мастер спорта СССР международного класса. Хоккейный тренер, функционер.

## Биография
С семи лет стал заниматься хоккеем в школу «Спартаковец», тренеры Альберт Фёдоров, Юрий Тараненко.
Бо́льшую часть карьеры провёл в свердловских — екатеринбургских клубах «Луч» (1980/81), «Автомобилист» (1980/81 — 1984/85, 1987/88 — 1991/92, 1992/93, 1994/95 — 1995/96), СКА (1985/86 — 1986/87), РТИ (1996/97). За «Автомобилист» отыграл 12 сезонов, забросил 115 шайб.
В сезонах 1991/92 и 1993/94 выступал за «Металлург» Магнитогорск, играл за «Кедр» Новоуральск (1992/93), «Южный Урал» Орск (1993/94), провёл сезон в Швейцарии.
Победитель хоккейного турнира зимней Универсиады 1985 года.
Победитель Кубка мира среди ветеранов (2012, Канада), капитан команды, лучший снайпер турнира — 14 шайб в четырёх играх.
Тренер на «Юности» (1996—2007), директор Фонда ветеранов хоккея Свердловской области «Поддержка и развитие».
Начальник команды «Автомобилист» (2011—2013), начальник молодёжной команды, администратор команды (с 2016).